# MROニュースランナー
『MROニュースランナー』（エムアールオー・ニュースランナー）は、2008年1月4日から2009年3月27日まで北陸放送（MROテレビ）で平日夕方に放送されていたローカルワイドニュース番組。同局の平日夕方のローカルワイドニュースとしては、『MROテレポート6』、『MRO NEWS ON 6』、『MROイブニングニュース』に続く4代目のタイトルとなる。
番組は2009年春の改編を機に同タイトルでの放送を終了。同年3月30日からは『総力報道!THE NEWS MRO』と題し、放送時間を変えて放送されている。

## 放送時間
- 月曜日 - 金曜日 18:16 - 18:55 （JST） - TBS発『JNNイブニング・ニュース』からステーションブレイク無しで番組がスタートしていた。

## 出演者

### キャスター
- 辰巳平一（当時MROアナウンサー）
- 前原智子（当時MROアナウンサー）

### コメンテーター
以下の5名が日替わりで担当。
- 金谷一男（当時MRO解説員）
- 上野喜伸（同上）
- 八野田忍（同上）
- 保田浩介（同上）
- 室孝志（同上）

### 天気キャスター
- 重原佐千子

## 日替わりの特集コーナー
ランナースポーツ（月曜）
糸川雅子（当時MROアナウンサー）の担当コーナー。石川県の内外で活躍するスポーツ選手にスポットを当てる。
熱中人いしかわ（火曜）
白崎あゆみ（当時MROアナウンサー）の担当コーナー。石川県で活躍する人へのインタビュー。
ランナーズEYE（水曜）
記者もしくはカメラマンによるリポートコーナー。
こちらMRO診療所（木曜）
堀越純子（当時MROアナウンサー）の担当コーナー。健康にまつわる話題や最新の医療を取り上げる。
THE Rec（金曜）
カメラマンによるリポートコーナー。季節の風景や関心の高い話題をカメラマンの視点で捉える。
NEWS東西南北（金曜）
一週間の出来事をVTRで振り返るコーナー。解説委員によるニュース解説もあり。
わたしのみらい
石川県内の小学生に将来の夢を尋ねるコーナー。

## タイムテーブル
2008年9月29日から再度リニューアル
- 16:52:00 直前の番組からステーションブレイク無しで項目紹介（35秒）
  - （16:52:35から『イブニング・ファイブ』飛び乗り）
- 18:16 オープニング（ヘッドラインで3項目のニュースを伝える）
- 18:18 ニュース
- 18:26 特集、わたしのみらい
- 18:30 ニュース
- 18:36 ヤン坊マー坊天気予報
- 18:46頃 イブニングスポーツ（『イブニング・ファイブ』をネット）
- 18:51 最後の話題・エンディング
- 18:53:30 番組終了